# Ichneumon aequicalcar
Ichneumon aequicalcar là một loài tò vò trong họ Ichneumonidae.